# Zalgize-Doneztebe
Zalgize-Doneztebe (en francès i oficialment Sauguis-Saint-Étienne) és un municipi d'Iparralde al territori de Zuberoa, que pertany administrativament al departament dels Pirineus Atlàntics (regió de la Nova Aquitània). Limita amb Mendikota al nord, Arrokiaga al nord-est, Barkoxe a l'est, Ozaze-Zühara al sud-oest i Iruri al sud.
Zalgize és la localitat on va morir Jean-Bernard d'Uhart (1765-1834), militar i polític francès, representant del Pays de Soule en els estats generals i en l'assemblea constituent de 1789.

## Demografia
| Evolució de la població |      |      |      |      |      |      |      |      |
| 1793                    | 1800 | 1806 | 1821 | 1831 | 1836 | 1841 | 1846 | 1851 |
| 301                     | 296  | 304  | 289  | 369  | 346  | 450  | 450  | 456  |

| 1856 | 1861 | 1866 | 1872 | 1876 | 1881 | 1886 | 1891 | 1896 |
| ---- | ---- | ---- | ---- | ---- | ---- | ---- | ---- | ---- |
| 425  | 360  | 390  | 390  | 392  | 440  | 397  | 374  | 391  |

| 1901 | 1906 | 1911 | 1921 | 1926 | 1931 | 1936 | 1946 | 1954 |
| ---- | ---- | ---- | ---- | ---- | ---- | ---- | ---- | ---- |
| 395  | 379  | 371  | 308  | 313  | 301  | 291  | 314  | 290  |

| 1962 | 1968 | 1975 | 1982 | 1990 | 1999 | 2006 | 2011 | 2016 |
| ---- | ---- | ---- | ---- | ---- | ---- | ---- | ---- | ---- |
| 262  | 236  | 204  | 190  | 200  | 201  | -    | -    | -    |

| 2019 | - | - | - | - | - | - | - | - |
| ---- | - | - | - | - | - | - | - | - |
| -    | - | - | - | - | - | - | - | - |